# Kveikur
Kveikur es el séptimo álbum de estudio del grupo musical islandés Sigur Rós. Fue pulicado el 17 de junio de 2013 por EMI.

## El disco
Es el primer álbum desde Von sin Kjartan Sveinsson, que dejó el grupo en 2012. La carátula del disco es de la fotogeafia de una obra que diseñó la artista brasileña Lygia Clark. Antes del álbum se publicaron como sencillos Brennisteinn e Ísjaki, el 25 de marzo de 2013 y el 24 de abril. La gira promocional duró cerca de un año e incluyó 80 presentaciones, en Australia, Asia Oriental y Suroriental, Europa y Norte América. Se trata de una obra que marca una nueva dirección para el grupo, con sonidos que han sido descritos cómo "más agresivos" que sus trabajos precedentes.

El portal noticioso y de apreciación musical, Sound & Vision México, le otorgó el puesto #1 en su lista Los Mejores 50 Álbumes de 2013.

## Canciones
Todas las canciones escritas y compuestas por Jón Þór Birgisson, Georg Hólm, Orri Páll Dýrason. 
| N.º | Título         | Traducción                                | Duración |  |
| 1.  | «Brennisteinn» | Azufre                                    | 7:45     |  |
| 2.  | «Hrafntinna»   | Obsidiana                                 | 6:24     |  |
| 3.  | «Ísjaki»       | Témpano(Iceberg)                          | 5:04     |  |
| 4.  | «Yfirborð»     | Superficie                                | 4:20     |  |
| 5.  | «Stormur»      | Tormenta                                  | 4:56     |  |
| 6.  | «Kveikur»      | Bordado                                   | 5:56     |  |
| 7.  | «Rafstraumur»  | Corriente eléctrica                       | 4:59     |  |
| 8.  | «Bláþráður»    | Hilo Fino (También se refiere a "Zurcir") | 5:13     |  |
| 9.  | «Var»          | Era                                       | 3:45     |  |

## Formación
- Jón Þór Birgisson – voz, guitarra
- Georg Hólm – bajo
- Orri Páll Dýrason – batería